# Amália Maria Alexandre
Amália Maria Alexandre é uma política angolana. Filiada ao Movimento Popular de Libertação de Angola (MPLA), é deputada de Angola pelo Círculo Eleitoral Nacional desde 28 de setembro de 2017.
Alexandre licenciou-se em engenheira química. Trabalhou na Organização da Mulher Angolana (OMA), sendo sua secretária para relações internacionais do comitê nacional e secretária do Comité da Comunidade da OMA na África do Sul e no Brasil de 2002 a 2010.